# Ilaka Centre
Ilaka Centre is een plaats en commune in het centrum van Madagaskar, behorend tot het district Ambositra, dat gelegen is in de regio Amoron'i Mania. Tijdens een volkstelling in 2001 telde de plaats 15.350 inwoners.
De plaats biedt naast lager onderwijs ook middelbaar onderwijs aan. Er wordt mijnbouw op industriële schaal bedreven. 90 % van de bevolking werkt als landbouwer en 7,5 % houdt zich bezig met veeteelt. Het belangrijkste landbouwproduct is rijst; andere belangrijke producten zijn pinda's, bonen en maniok. Verder is 2% actief in de dienstensector en heeft 0,5% een baan in de industrie.